# Voetbalkampioenschap van Midden-Elbe 1915/16
In 1915/16 werd het tiende voetbalkampioenschap van Midden-Elbe gespeeld, dat georganiseerd werd door de Midden-Duitse voetbalbond. Nadat er vorig jaar een officieus oorlogskampioenschap plaats vond was er dit jaar weer een officiële competitie. Viktoria Magdeburg werd kampioen en plaatste zich voor de Midden-Duitse eindronde. De club verloor in de eerste ronde van Hallescher BC Borussia 02. 

## 1. Klasse
| Plaats | Club                                 | Wed.           | W              | G              | V              | Saldo          | Ptn.           |
| ------ | ------------------------------------ | -------------- | -------------- | -------------- | -------------- | -------------- | -------------- |
| 1.     | SV Viktoria 96 Magdeburg             | 14             | 12             | 1              | 1              | 59:14          | 25:03          |
| 2.     | FuCC Cricket-Viktoria 1897 Magdeburg | 14             | 7              | 3              | 4              | 29:19          | 17:11          |
| 3.     | Magdeburger SC 1900                  | 14             | 6              | 5              | 3              | 27:19          | 17:11          |
| 4.     | SpVgg Magdeburg                      | 13             | 8              | 0              | 5              | 33:19          | 16:10          |
| 5.     | Magdeburger SC Preußen               | 14             | 6              | 2              | 6              | 27:37          | 14:14          |
| 6.     | FC Eintracht Magdeburg               | 14             | 4              | 1              | 9              | 12:48          | 09:19          |
| 7.     | MFC Komet Magdeburg 1908             | 13             | 2              | 3              | 8              | 09:23          | 07:19          |
| 8.     | FC Weitstoß Magdeburg                | 14             | 2              | 1              | 11             | 19:36          | 05:23          |
| 9.     | FC Weitstoß Schönebeck               | Teruggetrokken | Teruggetrokken | Teruggetrokken | Teruggetrokken | Teruggetrokken | Teruggetrokken |

FC Weitstoß Schönebeck trok zich in oktober 1915 terug na zes speeldagen, de reest gespeelde wedstrijden werden geannuleerd. De club had drie punten op dat moment. 
|  | Kampioen, geplaatst voor Midden-Duitse eindronde |
|  | Degradatie                                       |